# Hualcaltzinco
Hualcaltzinco är en ort i Mexiko.   Den ligger i kommunen Yauhquemehcan och delstaten Tlaxcala, i den sydöstra delen av landet, 100 km öster om huvudstaden Mexico City. Hualcaltzinco ligger 2 403 meter över havet och antalet invånare är 2 599.
Terrängen runt Hualcaltzinco är kuperad söderut, men norrut är den platt. Runt Hualcaltzinco är det mycket tätbefolkat, med 1 177 invånare per kvadratkilometer. Närmaste större samhälle är Apizaco, 2,2 km nordost om Hualcaltzinco. Omgivningarna runt Hualcaltzinco är en mosaik av jordbruksmark och naturlig växtlighet.